# Rai San’yō

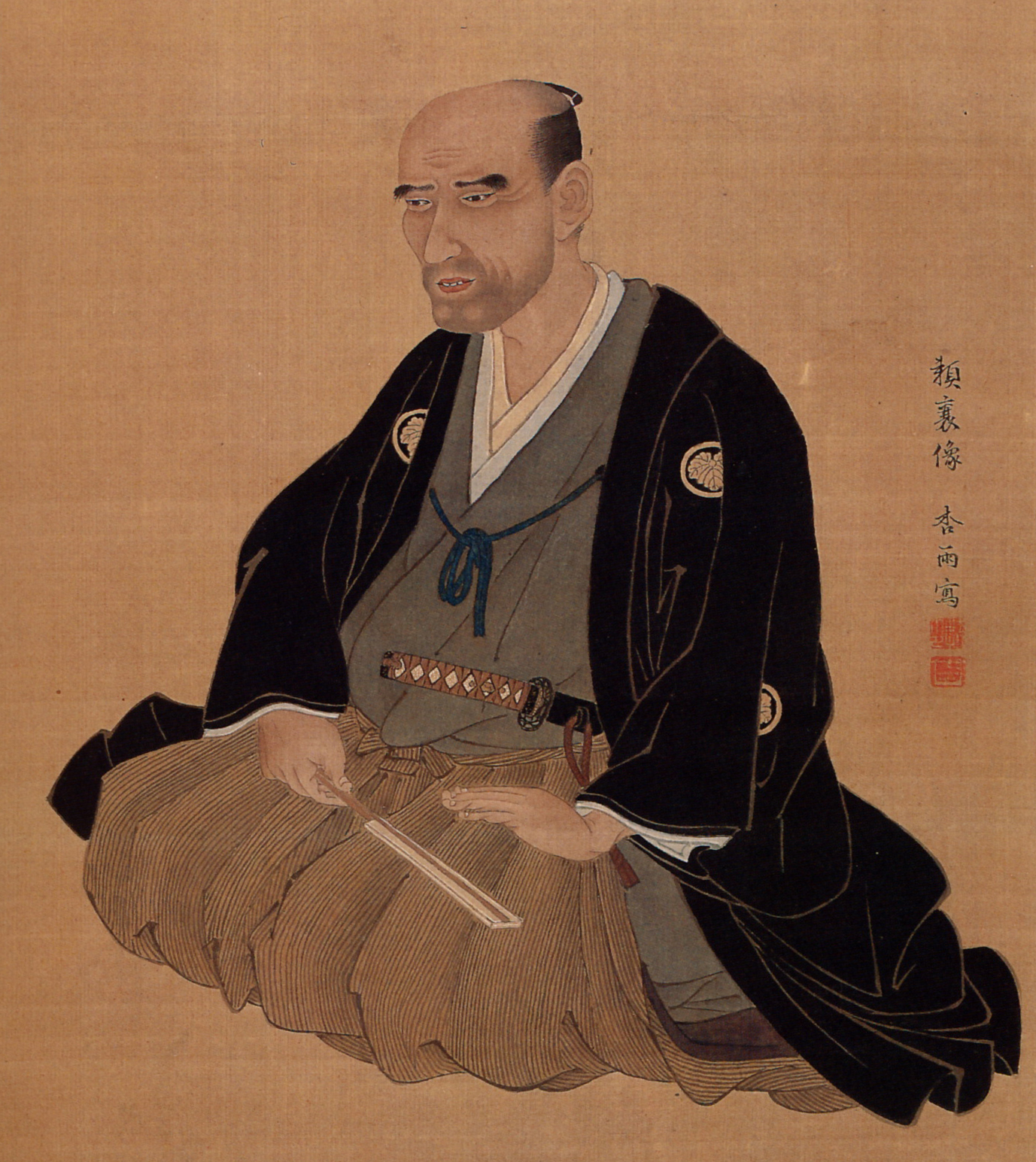
Rai San’yō

Rai San’yō (jap. 頼 山陽; * 21. Januar 1780; † 16. Oktober 1832) war ein japanischer Historiker und Dichter.
Der kaisertreu und patriotisch gesinnte San’yō, Sohn des Historikers Rai Shunsui, stellte in seinem Werk Nihon Gaishi (日本外史, „Inoffizielle Geschichte Japans“) den Aufstieg und Fall der japanischen Shōgune und ihrer Minister dar, die nach seiner Meinung unrechtmäßig die Macht in Japan usurpiert hatten. Nihon Seiki (日本政記, „Politische Geschichte Japans“) ist eine Geschichte des japanischen Kaisertums und seiner Niederganges. San’yō galt zudem als Meister der chinesischen Poesie (kanshi).